# Youssef Safri
Youssef Safri, né le 3 janvier 1977 à Casablanca, est un footballeur international marocain devenu entraîneur. Durant sa carrière de joueur, entre 1997 et 2013, il évolue au poste de milieu de terrain, comme milieu ralayeur avant de devenir entraîneur.

## Biographie
Après une saison 2007-08 très accomplie du côté de Southampton (37 matchs de Football League Championship et 1 de Cup), il signe un contrat de trois ans au Qatar SC.

## En sélection nationale du Maroc
1. 22/12/1999 Maroc - Sénégal Agadir 0 - 0 Amical
2. 09/04/2000 Gambie - Maroc Banjul 0 - 1 Elim. CM 2002
3. 22/04/2000 Maroc - Gambie Casablanca 2 - 0 Elim. CM 2002
4. 06/06/2000 Maroc - France Casablanca 1 - 5 Finale Coupe Hassan II
5. 17/06/2000 Namibie - Maroc Windhoek 0 - 0 Elim. CM 2002
6. 09/07/2000 Maroc – Algérie Fès 2 - 1 Elim. CM 2002
7. 02/09/2000 Gabon - Maroc Libreville 2 - 0 Elim. CAN 2002
8. 08/10/2000 Maroc - Kenya Casablanca 1 - 0 Elim. CAN 2002
9. 22/11/2000 Maroc - Libye Casablanca 0 - 0 Amical
10. 13/01/2001 Tunisie - Maroc Tunis 0 - 1 Elim. CAN 2002
11. 28/01/2001 Égypte - Maroc Le Caire 0 - 0 Elim. CM 2002
12. 08/02/2001 Maroc - Corée du sud Dubai 1 - 1 Tournoi EAU
13. 24/02/2001 Maroc - Sénégal Rabat 0 - 0 Elim. CM 2002
14. 24/03/2001 Maroc - Tunisie Rabat  2 - 0 Elim. CAN 2002
15. 21/04/2001 Maroc - Namibie Rabat 3 - 0 Elim. CM 2002
16. 04/05/2001 Algérie - Maroc Alger 1 - 2 Elim. CM 2002
17. 02/06/2001 Kenya - Maroc Nairobi 1 - 1 Elim. CAN 2002
18. 14/07/2001 Sénégal - Maroc Dakar 1 - 0 Elim. CM 2002
19. 05/09/2001 Italie - Maroc Piacenza 1 - 0 Amical
20. 14/11/2001 Maroc - Zambie Rabat 1 - 0 Amical
21. 12/12/2001 Maroc - Mali Settat 1 - 1 Amical
22. 13/01/2002 Maroc - Guinée Rabat 2 - 1 Amical
23. 16/01/2002 Gambie - Maroc Banjul 0 - 2 Amical
24. 21/01/2002 Ghana - Maroc Ségou 0 - 0 CAN 2002
25. 26/01/2002 Burkina Faso - Maroc Ségou 1 - 2 CAN 2002
26. 30/01/2002 Afrique du Sud - Maroc Ségou 3 - 1 CAN 2002
27. 21/08/2002 Luxembourg - Maroc Luxembourg 0 - 2 Amical
28. 07/09/2002 Gabon - Maroc Libreville 0 - 1 Elim. CAN 2004
29. 13/10/2002 Maroc – Guinée Equa. Rabat 5 - 0 Amical / 1 but
30. 20/11/2002 Maroc - Mali Rabat 1 - 3 Amical
31. 10/09/2003 Maroc - Trinité-et-Tobago Marrakech 2 - 0 Amical
32. 11/10/2003 Tunisie - Maroc Tunis 0 - 0 Amical
33. 15/11/2003 Maroc – Burkina Faso Meknès 1 - 0 Amical
34. 19/11/2003 Maroc – Mali Casablanca 0 - 1 Amical
35. 27/01/2004 Nigeria - Maroc Monastir 0 - 1 CAN 2004
36. 31/01/2004 Bénin - Maroc Sfax 0 - 4 CAN 2004
37. 04/02/2004 Afrique du Sud - Maroc Sousse 1 - 1 CAN 2004 / 1 but
38. 08/02/2004 Algérie - Maroc Sfax 1 - 3 ¼ Finale CAN 2004
39. 11/02/2004 Mali - Maroc Sousse 0 - 4 ½ Finale CAN 2004
40. 14/02/2004 Tunisie - Maroc Radès 2 - 1 Finale CAN 2004
41. 28/05/2004 Mali - Maroc Bamako 0 - 0 Amical
42. 05/06/2004 Malawi - Maroc Blantyre 1 - 1 Elim. CM/CAN 2006 / 1 but
43. 10/10/2004 Guinée - Maroc Conakry 1 - 1 Elim.CAN/CM 2006
44. 17/11/2004 Maroc – Burkina Rabat  4 - 0 Amical
45. 26/03/2005 Maroc - Guinée Rabat 1 - 0 Elim.CAN/CM 2006
46. 04/06/2005 Maroc - Malawi Rabat 4 - 1 Elim.CAN/CM 2006 / 1 but
47. 03/09/2005 Maroc – Botswana Rabat 1 - 0 Elim.CAN/CM 2006
48. 08/10/2005 Tunisie - Maroc Radès 2 - 2 Elim.CAN/CM 2006
49. 09/01/2006 Maroc - RD Congo Rabat 3 - 0 Amical
50. 21/01/2006 Côte d’Ivoire - Maroc Le Caire 1 - 0 CAN 2006
51. 24/01/2006 Égypte - Maroc Le Caire 0 - 0 CAN 2006
52. 28/01/2006 Libye - Maroc Le Caire 0 - 0 CAN 2006
53. 16/08/2006 Maroc – Burkina Rabat 1 - 0 Amical
54. 02/09/2006 Maroc - Malawi Rabat 2 - 0 Elim. CAN 2008
55. 15/11/2006 Maroc - Gabon Rabat 6 - 0 Amical
56. 07/02/2007 Maroc - Tunisie Rabat 1 - 1 Amical
57. 25/03/2007 Zimbabwe - Maroc  Harare 1 - 1 Elim. CAN 2008
58. 08/09/2007 Ghana - Maroc Rouen 2 - 0 Amical
59. 17/10/2007 Maroc - Namibie Rabat 2 - 0 Amical
60. 16/11/2007 France - Maroc St-Denis 2 - 2 Amical
61. 12/01/2008 Maroc - Zambie Fès 2 - 0 Amical
62. 16/01/2008 Maroc - Angola Rabat 2 - 1 Amical
63. 21/01/2008 Maroc - Namibie Accra 5 - 1 CAN 2008
64. 24/01/2008 Maroc - Guinée Accra 2 - 3 CAN 2008
65. 28/01/2008 Ghana - Maroc Acrra 2 - 0 CAN 2008
66. 26/03/2008 Belgique - Maroc Bruxelles 1 - 4 Amical
67. 31/05/2008 Maroc - Éthiopie Casablanca 3 - 0 Elim.CAN/CM 2010
68. 07/06/2008 Mauritanie - Maroc Nouakchott 1 - 4 Elim.CAN/CM 2010 / 1 but
69. 14/06/2008 Rwanda - Maroc Kigali 3 - 1 Elim.CAN/CM 2010 / 1 but
70. 21/06/2008 Maroc - Rwanda Casablanca 2 - 0 Elim.CAN/CM 2010 / 1 but
71. 20/08/2008 Maroc - Bénin Rabat 3 - 1 Amical / 1 but
72. 06/09/2008 Oman - Maroc Mascate 0 - 0 Amical
73. 11/10/2008 Maroc - Mauritanie Rabat 4 - 1 Elim.CAN/CM 2010 / 1 but
74. 19/11/2008 Maroc - Zambie Casablanca 3 - 0 Amical
75. 11/02/2009 Maroc – Tchèque Casablanca 0 - 0 Amical
76. 28/03/2009 Maroc - Gabon Casablanca 1 - 2 Elim.CAN/CM 2010
77. 12/08/2009 Maroc - Congo Rabat 1 - 1 Amical
78. 06/09/2009 Togo - Maroc Lomé 1 - 1 Elim.CM 2010
79. 10/10/2009 Gabon - Maroc Libreville 3 - 1 Elim.CM 2010

## Palmarès

### En tant que joueur
- Meilleur joueur du championnat marocain en 2001

#### En club
Raja Club Athletic (7)
- Championnat du Maroc :
  - Vainqueur en 1998, 1999, 2000 et 2001.
- Coupe du Trône :
  - Vainqueur en 2000.
- Ligue des champions de la CAF :
  - Vainqueur en 1999.
- Supercoupe de la CAF : 
  - Vainqueur en 2000.
  - Finaliste en 1998.

 Qatar SC
- Coupe du Qatar
  - Vainqueur en 2009.

#### En sélection
Maroc U20
- Coupe d'Afrique des nations juniors :
  - Vainqueur en 1997.

 Maroc
- Coupe d'Afrique des nations 2004
  - Finaliste en 2004.

### En tant qu'entraîneur
Raja Club Athletic (entraîneur-adjoint)
- Championnat du Maroc:
  -  Champion en 2020.

- Coupe de la confédération :
  - Vainqueur en 2018.

- Supercoupe d'Afrique :
  - Vainqueur en 2019.

## Décorations
- Officier de l'ordre du Trône — Le 14 février 2004, il est décoré officier de l'ordre du Wissam al-Arch[1] — ordre du Trône[2] — par le roi Mohammed VI au Palais royal de Rabat[3].